# Черепашки Ніндзя (мультфільм, 2007)
«Черепашки-ніндзя» (англ. TMNT) — повнометражний комп'ютерний мультфільм 2007 року за мотивами коміксів про Черепашок-ніндзя. Режисером стрічки є Кевін Мунро, а продюсерами — Томас Грей, Гарен Волкер та Пол Вонг. В Україні прем'єра фільму відбулася 22 березня 2007 року.
В українському прокаті 35 фільмокопій, усі з дубляжем українською мовою.

## Сюжет
Після поразки Шреддера команда Черепашок-ніндзя розпадається через те, що невизнаний лідер команди Леонардо залишає команду, і вирушає у Джунглі. А черепашки вже не борються з мутантами і монстрами, а просто займаються своїми справами, окрім Рафаеля. Він удень спить, а вночі бореться зі злочинністю під ім'ям Нічного Спостережця. Але черепашки скоро дізнаються, що існує давнє зло, якому уже 3000 років, і це зло… клієнт Ейпріл Максиміліан Уїнтерс, який отримав безсмертя через чарівні зірки Кікона. А у цей час Леонардо повертається, і дізнається про це. Але насправді Уїнтерс хоче зібрати 13 монстрів, щоб знову стати смертним. Але чи зрозуміють черепахи, що Вінтерс їм не ворог до того, як Уїнтерс стане безсмертним ще на 3000 років?

## Озвучення
- Джеймс Арнольд Тейлор — Леонардо
- Нолан Норт — Рафаель
- Майкі Келлі — Мікеланджело
- Мітчел Вітфілд — Донателло
- Сара Мішель Геллар — Ейпріл О'Ніл
- Кріс Еванс — Кейсі Джонс
- Мако Івамацу — Сплінтер
- Патрік Стюарт — Макс Вінтерс / Йотль
- Чжан Цзиї — Караі
- Джон ДіМаджіо — полковник Сантіно
- Кевін Майкл Річардсон — генерал Агіла
- Кевін Сміт — кухар
- Лоренс Фішберн — оповідач

## Український дубляж
Фільм дубльовано студією «AdiozProduction Studio» на замовлення компанії «Сінергія» у 2007 році. Станом на 27 січня 2023 року це дублювання вважається втраченим.
Ролі дублювали:
- Станіслав Боклан — Сплінтер

## Касові збори
Під час показу в Україні, що розпочався 22 березня 2007 року, протягом перших вихідних фільм зібрав $64,568 і посів 4 місце в кінопрокаті того тижня. Фільм опустився на сьому сходинку українського кінопрокату наступного тижня і зібрав за ті вихідні ще $28,613. Загалом фільм в кінопрокаті України пробув 2 тижні і зібрав $136,178, посівши 90 місце серед найбільш касових фільмів 2007 року.